# Leptoconops riverinaensis
Leptoconops riverinaensis är en tvåvingeart som beskrevs av Smee 1966. Leptoconops riverinaensis ingår i släktet Leptoconops och familjen svidknott. Inga underarter finns listade i Catalogue of Life.